# Ulrika Mossberg
Ulrika Mossberg, född 31 oktober 1986 i Kristianstad, är en svensk författare och jurist. 
Hennes författarskap är inspirerat av bland andra Sara Stridsberg. 

## Biografi
Ulrika Mossberg är utbildad jurist vid Lunds universitet. Under tiden i Lund avlade hon även examen vid Lunds universitets författarskola. Hennes debutroman, Domslut, utgavs i oktober 2020.